# معمل التعويضات السنية

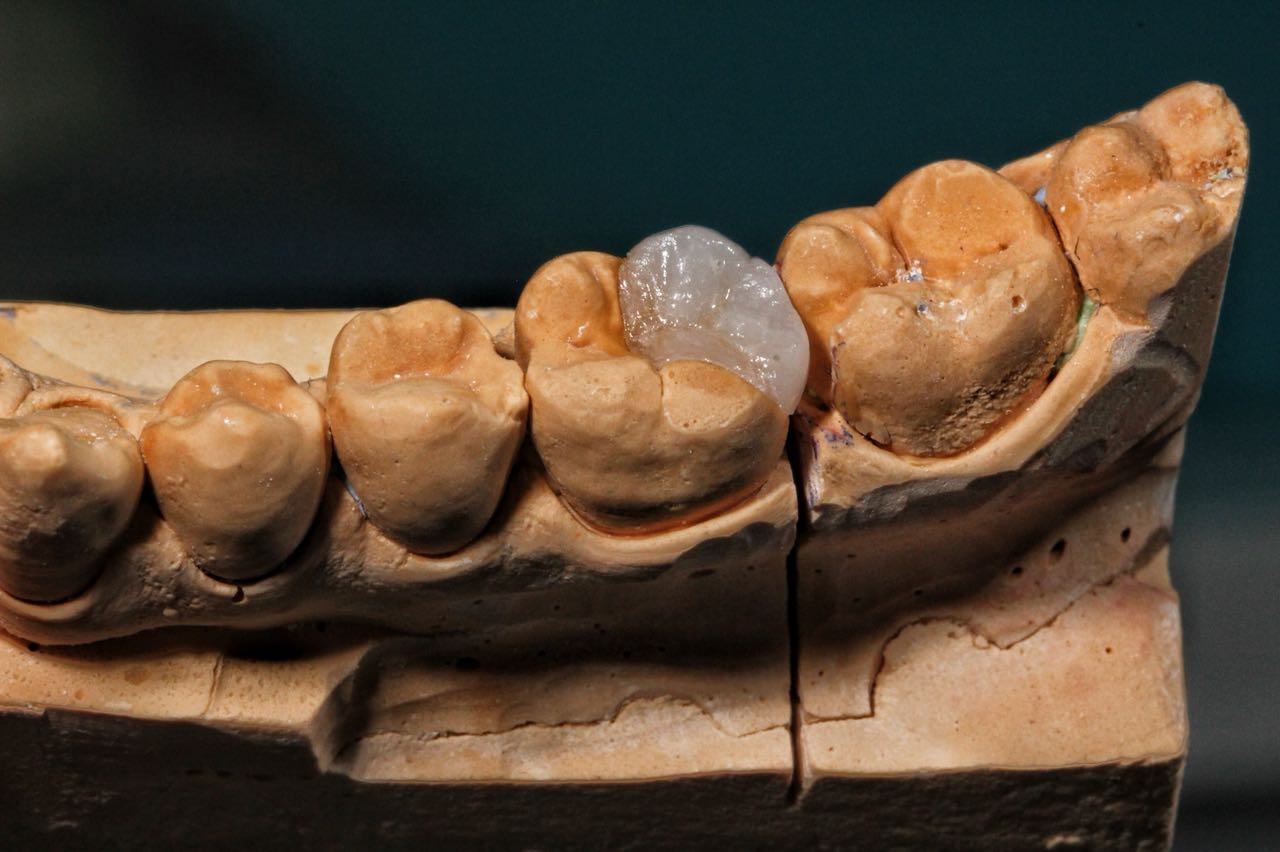
الحشوات الضمنية المصنعة من البورسليين في المعمل ، و التي تعتبر نوع من انواع التعويضات السنية الثابتة

يصنع معمل التعويضات السِنِّيَّة مجموعة متنوعة من المنتجات من أجل المساعدة في توفير رعاية صحة الفم من قبل طبيب أسنان مرخص. وتشتمل هذه المنتجات على التيجان والجسور وأطقم الأسنان ومنتجات طب الأسنان الأخرى. يتبع فنيو معامل تعويضات الأسنان وصفة طبية كتبها طبيب أسنان مرخص عند تصنيع هذه العناصر، على سبيل المثال: الأجهزة التعويضية (مثل أطقم الأسنان والزرعات) والأجهزة العلاجية (مثل أجهزة تقويم الأسنان). تنظم إدارة الغذاء والدواء (إف دي أيه) هذه المنتجات بصفتها أجهزة طبية وبالتالي فهي تخضع لممارسات التصنيع الجيدة «جي إم بّي» ومتطلبات نظام الجودة «كيو إس». ومع ذلك، تُعفى في معظم الحالات من متطلبات تسجيل الشركة المصنعة. تشتمل بعض عمليات التصنيع الأكثر شيوعًا على التيجان والجسور وأطقم الأسنان وزرعات الأسنان. زرعات الأسنان هي واحدة من أحدث تقنيات طب الأسنان في مجال طب الأسنان.
تُعد الشهادة في مهنة مختبر الأسنان طوعية تمامًا. تمثل المختبرات التي اتخذت الخطوات الإضافية لتصبح معتمدة الفئة العليا من مجالها. أكثر الشهادات التي يمكن الحصول عليها بسهولة هي شهادة (سي دي إل) (مختبر طب الأسنان المعتمد). يجب أن يستوفي مختبر طب الأسنان المعتمد المعايير في مهارات الموظفين، والتدريبات، ومكافحة العدوى، وآليات التتبع والممارسات التجارية والتصنيعية الجيدة. تعتمد الشهادة على مراجعة طرف ثالث لصور المنشأة. المستوى التالي للحصول على الشهادة هو داماس (مخطط مراجعة مصنعي أجهزة طب الأسنان). تتطلب داماس فحص طرف ثالث في الموقع. بناءً على المعايير الدولية لتصنيع الأجهزة الطبية، تضمن شهادة داماس عمل بيئة المختبر بطريقة تضمن سلامة المنتج والمريض. يوفر صيغة من أجل تحسين توثيق العديد من جوانب نشاط مختبر الأسنان (من وصفات أطباء الأسنان إلى إمكانية تعقب المواد). تعكس معايير داماس نظام الجودة الخاص بـ(إف دي أيه) ومعايير ممارسة التصنيع الجيدة، التي يجب على جميع مختبرات الأسنان المحلية الامتثال لها.
أعلى مستوى من شهادات التصنيع المتاحة لمختبرات الأسنان هي من خلال «المنظمة الدولية للمعايير» أيزو. تطور أيزو المعايير من خلال إجماع منظمات المعايير من 161 دولة. يمثل الأعضاء كلًا من القطاعين العام والخاص في جميع أنحاء العالم. تمثل معايير الأيزو أفضل المصالح والاحتياجات للمجتمع العالمي الأوسع. شهادة أيزو 9001 عبارة عن مجموعة من المعايير لأنظمة إدارة الجودة. أما أيزو 13485 عبارة عن مجموعة من المعايير التي نُشرت في عام 2003، التي تمثل متطلبات نظام إدارة شامل لتصميم وتصنيع الأجهزة الطبية. وتؤكد تلبية المتطلبات التنظيمية وإدارة المخاطر من أجل ضمان إنتاج تصميم آمن وتوزيع الأجهزة الطبية وتوثيق شامل للمنتجات وتغطية دورة تصميم المنتجات وتصنيعها واجراءات ما بعد التسليم. على الرغم من عدم اعتبارها بديلًا، لكن تعمل أيزو 13485 على محاذاة نظام إدارة معمل الأسنان ليس فقط مع تنظيم هيئة الغذاء والدواء لـ«كيو إس-جي إم بّي»، لكن مع العديد من المتطلبات التنظيمية الأخرى الموجودة في جميع أنحاء العالم.

## الرابطة الوطنية لمختبرات الأسنان
تأسست الرابطة الوطنية لمختبرات طب الأسنان (إن أيه دي إل) في الولايات المتحدة في عام 1951 بعد اندماج معهد طب الأسنان الأمريكي وجمعية مختبرات طب الأسنان الأمريكية وأصبحت اتحادًا لمختبرات الأسنان التجارية التابعة للدولة. حدث هذا الاندماج في شيكاغو، ثم أنشأت (إن أيه دي إل) مكاتبها الرئيسية في واشنطن العاصمة في عام 1952 قبل أن تُنقل إلى تالاهاسي، فلوريدا في وقت لاحق في عام 2001. عُرفت الرابطة باسم الجمعية الوطنية لمختبرات الأسنان المعتمدة من عام 1968 إلى عام 1971 ثم عادت تسميتها إلى الاسم الأصلي. تتمثل مهمة هذه الرابطة في أن تكون المدافع المعترف به لمختبرات التعويضات السنية وتكنولوجيتها من خلال تعزيز الاحتراف، ووضع المعايير التقنية وتقديم خدمات ذات قيمة لأعضائها. الغرض المعلن لـ (إن أيه دي إل) هو دعم وتعزيز استحقاق وكفاءة أولئك العاملين والمشغلين لمختبرات تعويضات الأسنان، وتحسين معايير خدمتهم لمهنة طب الأسنان وإقامة التعاون بين أعضائها.
تقدم (إن أيه دي إل) العديد من الفوائد لأعضائها وإحدى هذه الفوائد تعزيز المعايير العالية والهدف إلى العمل بصفتها صوتًا موحدًا لتجارة معامل تعويضات الأسنان. تقيم (إن أيه دي إل) تحالفات مع الشركات المهنية لإفادة أعضائها إما بخصومات أو خدمات أخرى. يستفيد الأعضاء أيضًا من البرامج التعليمية لـ (إن أيه دي إل) المتراوحة ما بين الندوات والمؤتمرات والمواد، بالإضافة إلى تقديم جامعة (إن أيه دي إل) شهادة في إدارة مختبرات تعويضات الأسنان، ومكتبة  فيديو معرفية م من أجل إثراء المستفيدين. تعلم هذه البرامج وتثقف أعضاء (إن أيه دي إل) حول مواضيع مثل الإنتاج والتسويق والترويج، وتعمل أيضًا بمثابة اعتمادات التعليم المستمر. علاوة على ذلك، تقدم هذه الجمعية منحة (إن أيه دي إل) الدراسية الهادفة إلى توفير الفرصة لفنيي الأسنان المؤهلين من أجل إجراء الاختبارات اللازمة لإكمال عملية فحص فني الأسنان المعتمد.
تمتلك (إن أيه دي إل) أيضًا مجموعة من أدوات التواصل من أجل إبقاء أعضائها على اطلاع على اتجاهات الصناعة. مثالان هما مجلة تقنيات الأسنان (جاي دي تي)، وهي مجلة تنشر 9 مرات في السنة، وجاي دي تي غير المقيدة، وهي رسالة إخبارية بالبريد تتضمن تحديثات منتظمة.
يتألف مجلس إدارتة (إن أيه دي إل) من 14 عضوًا ورئيسها الحالي هو روبرت سافاج. تمتلك (إن أيه دي إل) أيضًا مجلسًا مستقلًا -المجلس الوطني للشهادة في تكنولوجيا معامل تعويضات الأسنان- التي تأسست في عام 1955 على اعتبارها منظمة اعتماد مستقلة. أدارت أول اختبارات فني طب أسنان معتمد (سي دي تي) في أكتوبر 1958 ومنحت أول شهادات سي دي تي في مارس من العام التالي.